# Ichthyococcus elongatus
Ichthyococcus elongatus är en fiskart som beskrevs av Imai, 1941. Ichthyococcus elongatus ingår i släktet Ichthyococcus och familjen Phosichthyidae. Inga underarter finns listade i Catalogue of Life.